# Šanov (okres Rakovník)
Šanov (Duits: Schanowa (1939-1945: Schönau)) is een Tsjechische gemeente in de regio Midden-Bohemen en maakt deel uit van het district Rakovník.
Šanov telt 560 inwoners.

## Geschiedenis
De eerste schriftelijke vermelding van het dorp dateert van 1296 (Bohuzlai de Sanowe).
Sinds 2003 is Šanov een zelfstandige gemeente binnen het Rakovníkdistrict.

## Bezienswaardigheden
- Kerk van de Assumptie

## Verkeer en vervoer

### Autowegen
Het dorp wordt bereikt door een regionale weg . De weg I/228 loopt op grondgebied van het dorp en verbindt Šanov met Rakovník enerzijds en Jesenice anderzijds.

### Spoorlijnen
Station Šanov ligt aan spoorlijn 161 Rakovník - Bečov nad Teplou. De lijn is een enkelsporige regionale lijn, waarop het vervoer in 1897 begon.
Op werkdagen halteert er 14 keer per dag een trein; in het weekend 8 keer per dag.

### Buslijnen
In het dorp halteren buslijnen Rakovník - Kolešov (2 keer per werkdag), Rakovník - Jesenice - Žďár (5 keer per werkdag) en Rakovník - Petrovice - Řeřichy (5 keer per werkdag).
Alle buslijnen worden geëxploiteerd door Transdev Střední Čechy.

## Galerij

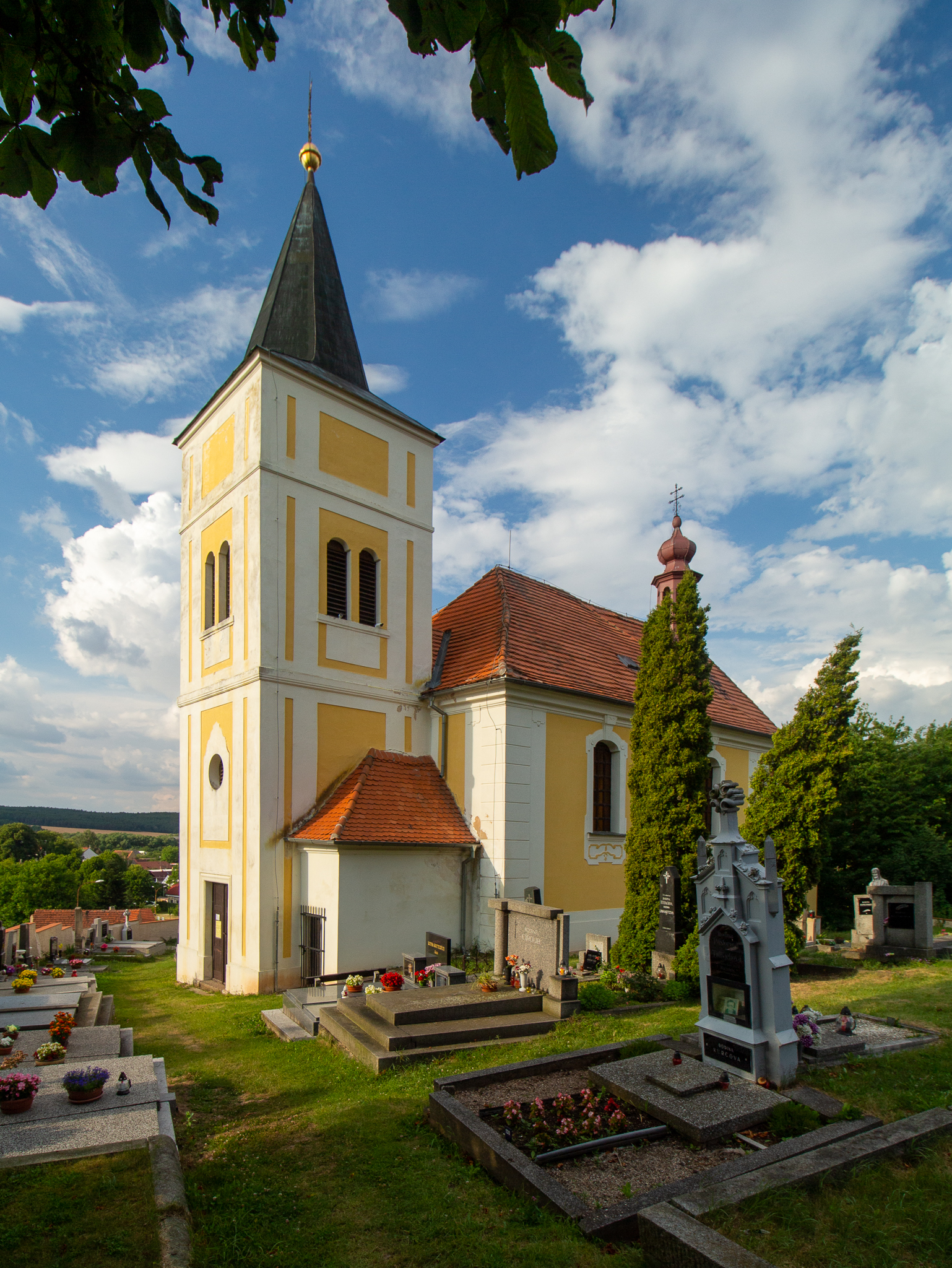
Kerk van de Assumptie
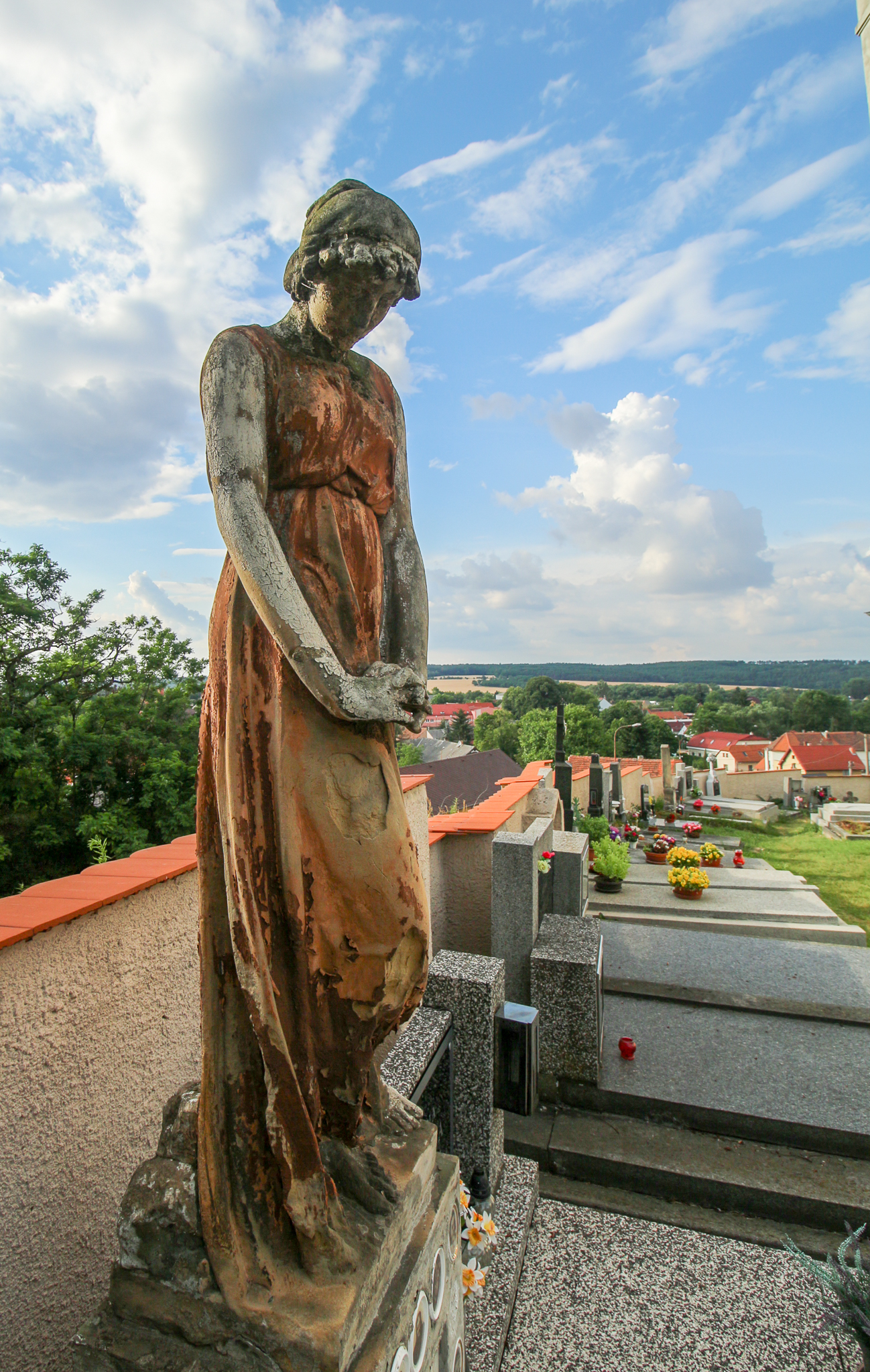
Standbeeld op de begraafplaats
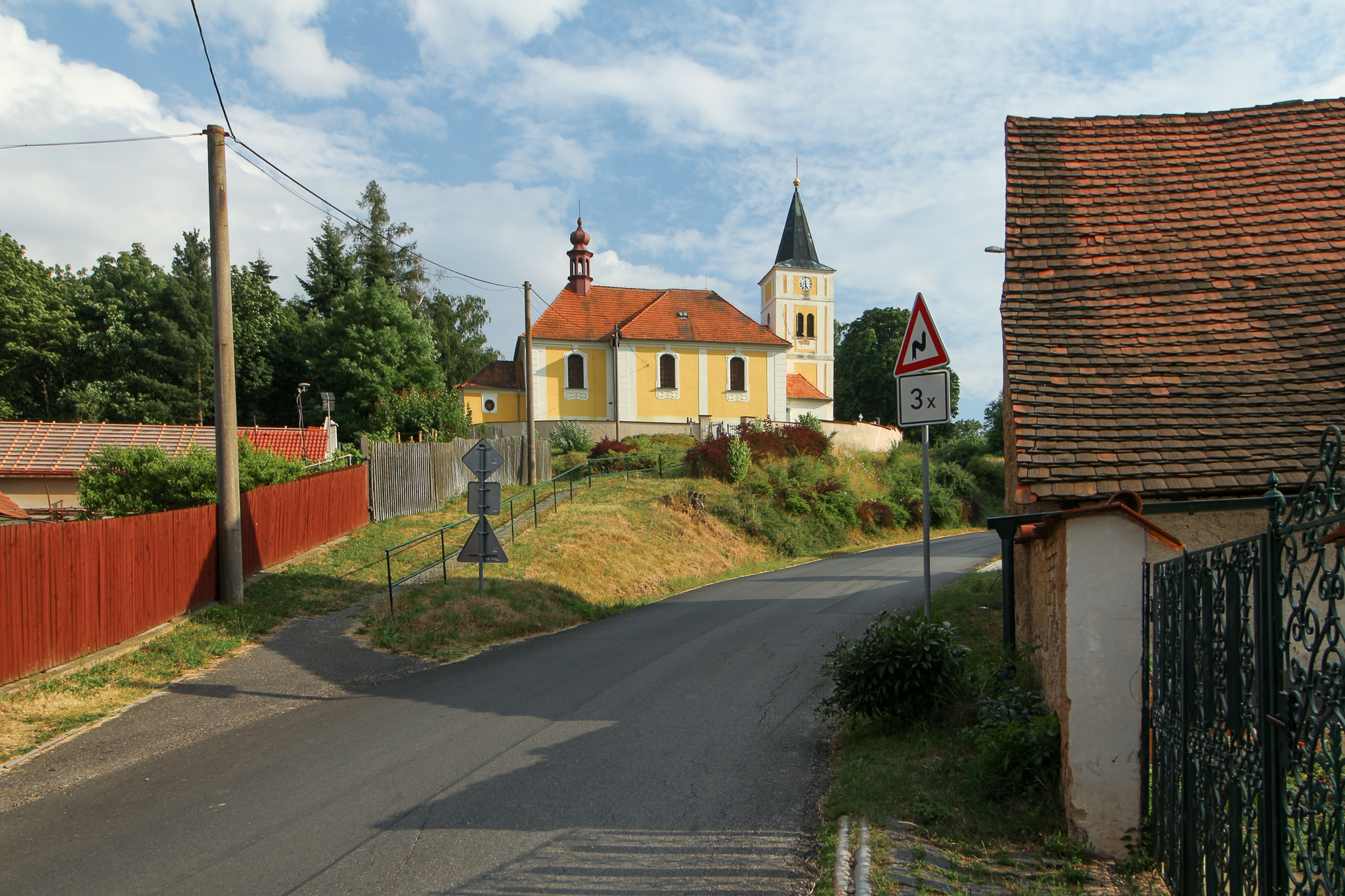
Straat nabij de kerk
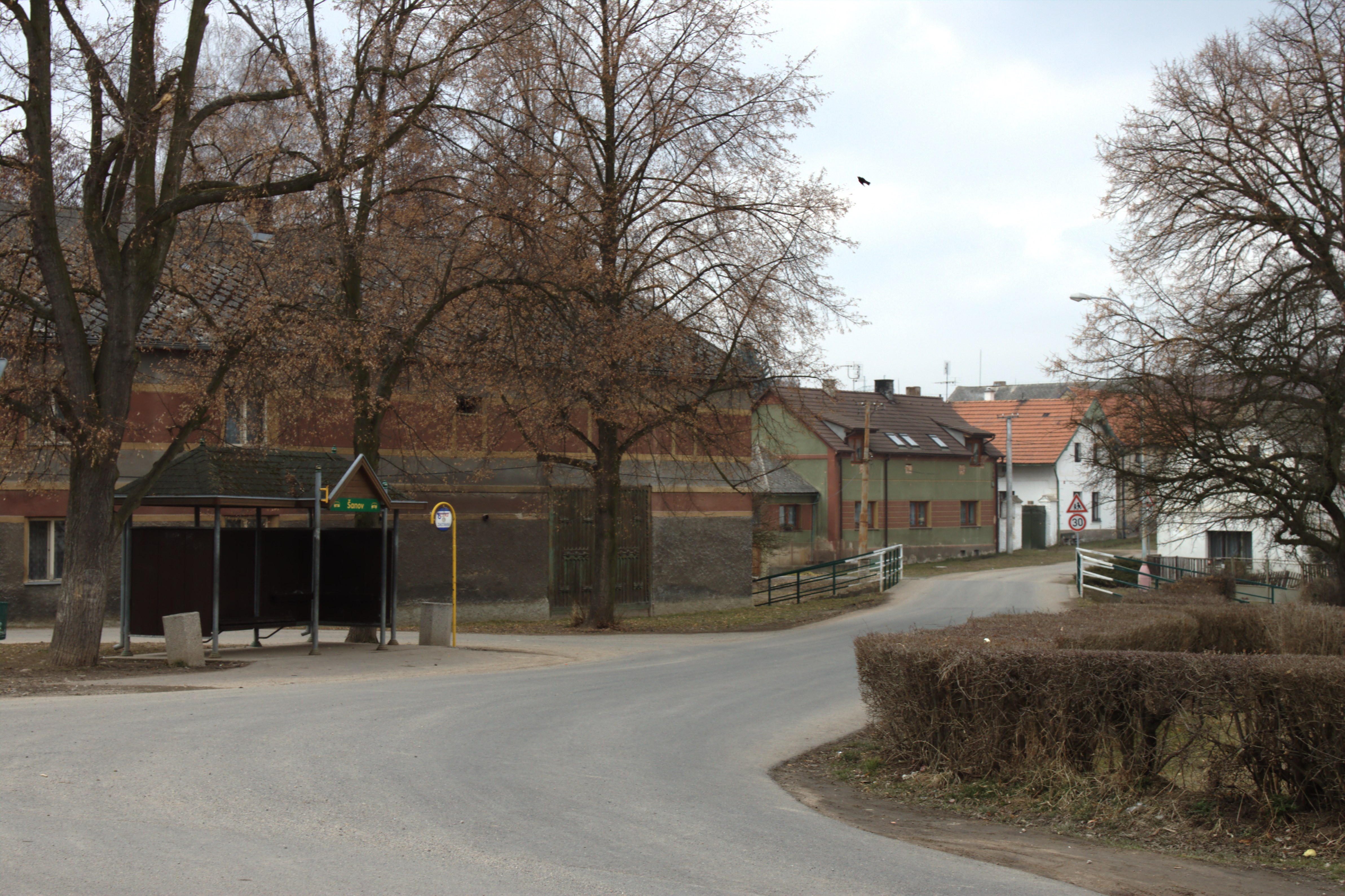
Bushalte in het dorp
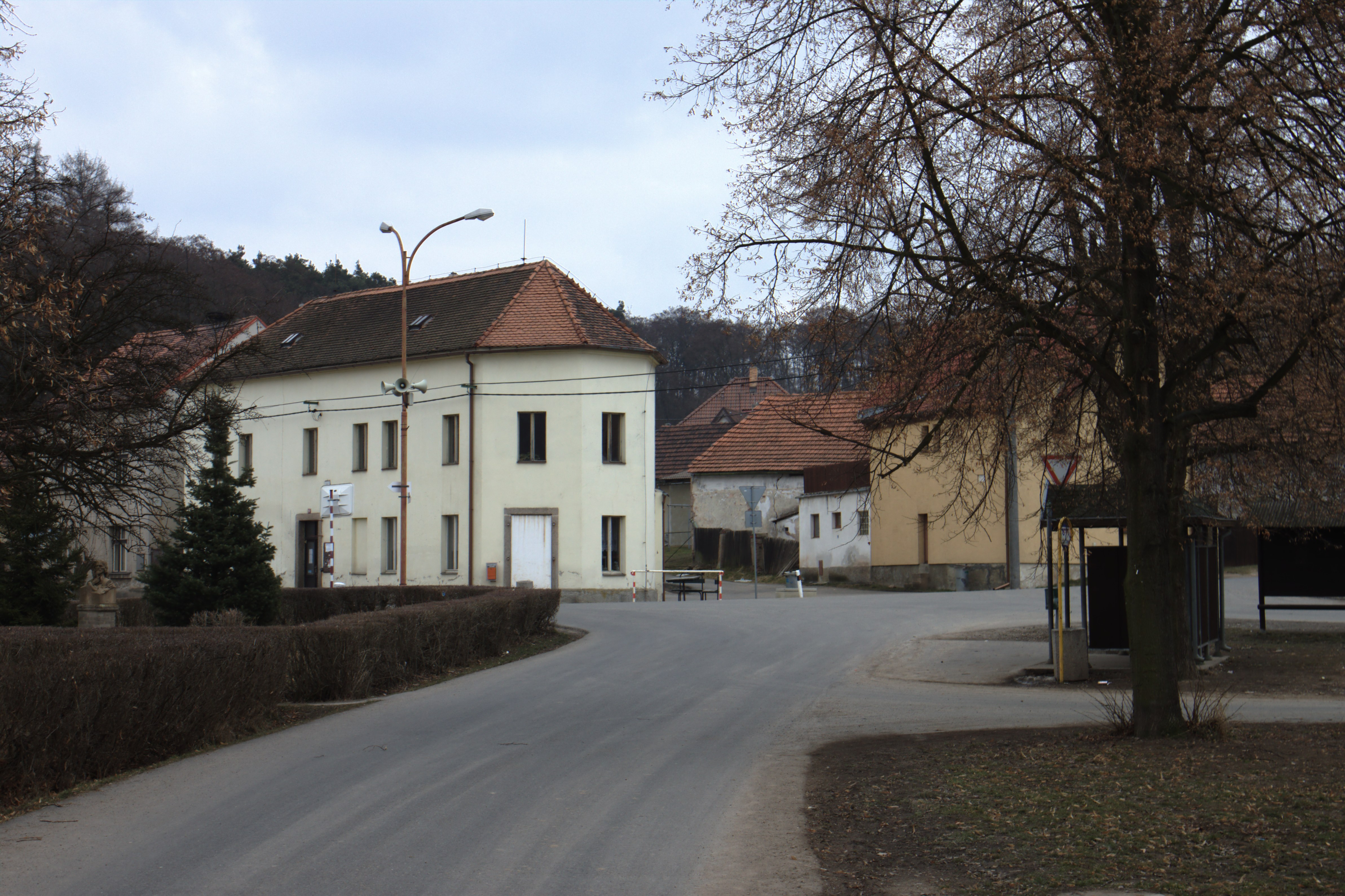
Huis in Šanov
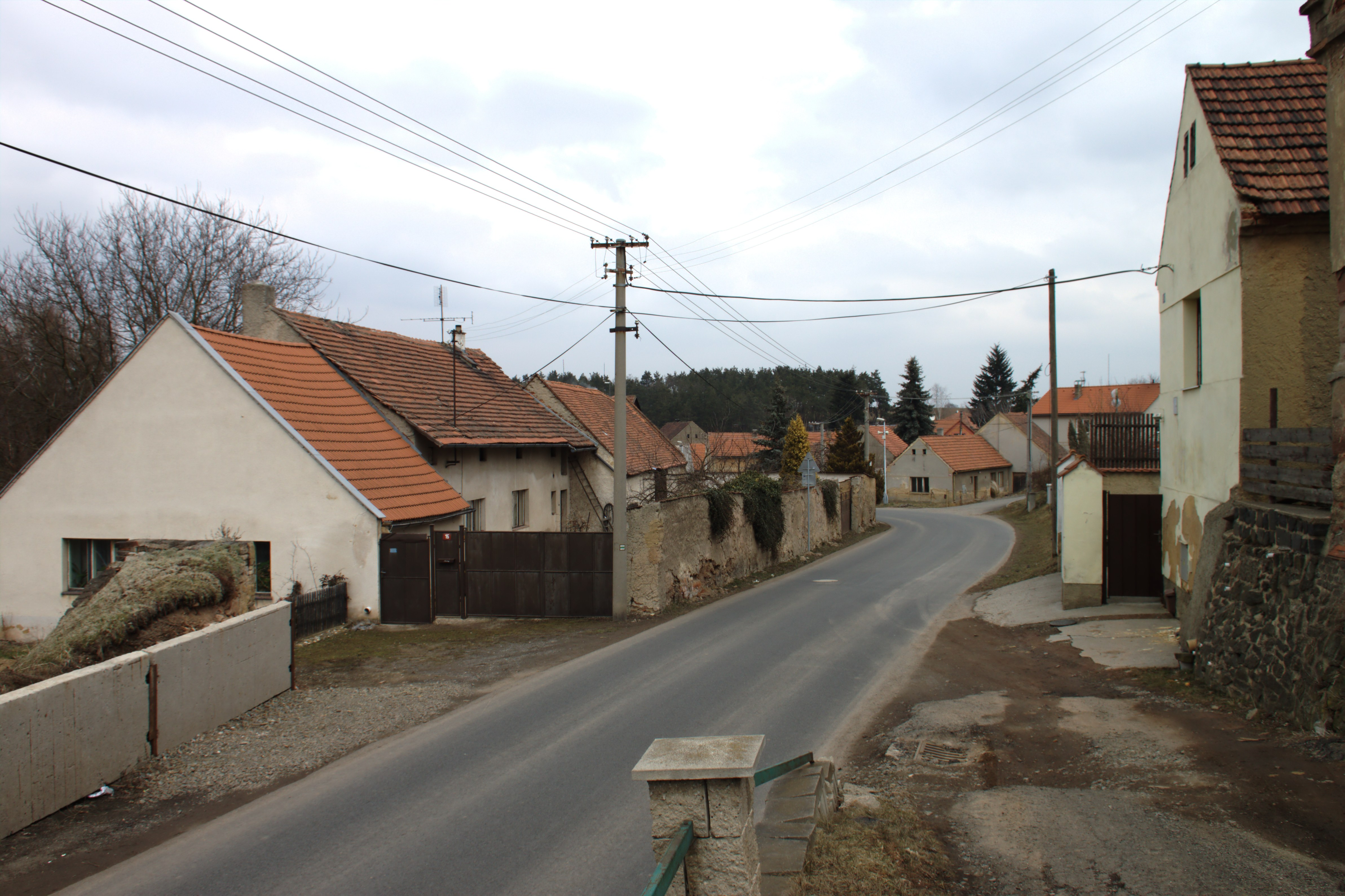
Straat in Šanov